# Movimento per la giustizia globale

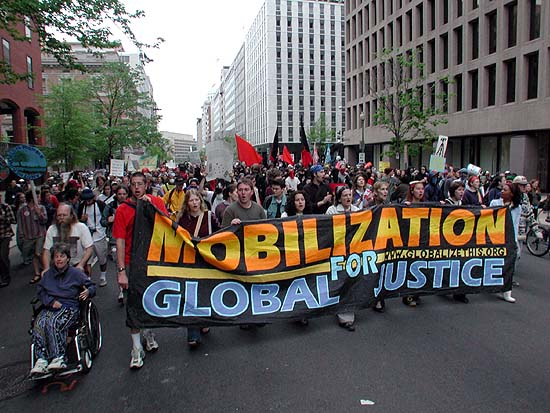
Attivisti che protestano contro le politiche della World Bank a Washington, D.C.

Il Movimento per la giustizia globale (dall'inglese Global justice movement) anche conosciuto come Movimento di movimenti (dall'inglese Movement of movements) è una rete di movimenti sociali globalizzati che chiedono giustizia globale opponendosi a quella che è spesso conosciuta come “globalizzazione multinazionale” o "globalizzazione corporativa" e promuovendo una più equa distribuzione delle risorse economiche.

## Movimento di movimenti
Il "movimento per la giustizia globale" comprende l’insieme di individui e gruppi – spesso definiti come “movimento di movimenti” – che sostengono regole del commercio equo e si oppongono alle attuali istituzioni dell’economia globale come l’Organizzazione mondiale del commercio.
Questo movimento è spesso etichettato come movimento anti-globalizzazione o movimento no-global dai mass media dominanti. Le persone coinvolte, tuttavia, spesso negano di essere anti-globalizzazione, insistendo nel sostenere la globalizzazione delle comunicazioni e delle persone e di opporsi solo all'espansione globale del potere delle multinazionali proponendo una globalizzazione alternativa. Il termine indica inoltre una prospettiva anticapitalista e universalista sulla globalizzazione, distinguendo il movimento da quegli oppositori della globalizzazione le cui politiche si basano su una difesa conservatrice della sovranità nazionale nelle forme degenerative proprie del sovranismo. Alcuni studiosi dei movimenti sociali sostengono, tuttavia, che un nuovo concetto di giustizia, insieme ad alcune vecchie nozioni, è alla base di molte idee e pratiche critiche sviluppate in questo movimento. S. A. Hamed Hosseini conia questo nuovo modo di concepire la giustizia come giustizia accomodante e sostiene che sia la natura unica del movimento sia le complessità globali dell’era post-Guerra Fredda spiegano l’ascesa di tale nozione. Secondo lui, "questo nuovo concetto di giustizia è emerso dalle esperienze e dalle riflessioni di molti attivisti sulla complessità della globalizzazione".
Importanti pilastri organizzativi del movimento sono Via Campesina, l'organizzazione internazionale delle famiglie contadine; Peoples' Global Action, un insieme vago di gruppi spesso giovanili, Jubilee 2000, il movimento di ispirazione cristiana per la riduzione del debito internazionale, Friends of the Earth e poi alcuni think-tank come Focus on the Global South e Third World Network, così come alcune grandi organizzazioni sindacali internazionaliste e transnazionali. Tra i partecipanti figurano gruppi studenteschi di tutto il mondo, ONG, sindacati, gruppi religiosi e pacifisti e riviste come il New Internationalist. Nei Forum sociali si sta verificando un ampio coordinamento del movimento. Tuttavia, sebbene il potere formale sia spesso situato nel Sud del mondo, le risorse delle ONG con sede nel Nord danno a queste un potere sproporzionato tanto da emarginare spesso in modo informale le organizzazioni popolari del Sud.